# 麥覺理大學Campus Experience
麥覺理大學Campus Experience，是一個麥覺理大學的一個學生服務組織，由麥覺理大學直屬擁有及管理。該公司負債管理麥覺理大學的非學術設施及服務，例如食物，活動，體育運動，托兒服務。
Campus Experience 是在2007年由三個學生組織合併成立，在2008年以U@MQ商標正式營業。2009年末改稱Campus Experience。